# 2021–2022-es román labdarúgó-bajnokság (első osztály)
A 2021–2022-es román labdarúgó-bajnokság (hivatalos nevén Casa Liga 1) a román labdarúgó-bajnokság legmagasabb szintű versenyének 104. alkalommal megrendezett bajnoki éve. A bajnokságban 16 csapat vett részt.
A rájátszás szabályai megváltoztak, az alapszakasz első hat csapata kvalifikálódik a play-off körbe, az utolsó 10 pedig a play-out versenyre. Az első 6 csapat két mérkőzést fog játszani egymással, de a play-out rendszerben csak egy mérkőzést játszanak egymás ellen. A play-out verseny végén az első két helyezett (7. és 8.) egy mérkőzést játszik majd egymás ellen és a győztese a play-off verseny 3. helyezettjével mérkőzik meg az utolsó UEFA Európa Konferencia Liga helyért.
A play-out verseny végén a 15. és a 16. helyezett csapatokat kiesnek a Liga II-be, a 13. és a 14. helyezett csapat osztályozó mérkőzést vív a Liga II. 3. és 4. csapatával.

## Csapatok
| FCSB                | Universitatea Craiova | CFR Cluj | Argeș Pitești               |
| ------------------- | --- | --- | --------------------------- |
| Arena Națională     | Ion Oblemenco | Dr. Constantin Rădulescu | Nicolae Dobrin              |
| Férőhely: 55 634    | Férőhely: 30 929 | Férőhely: 23 500 | Férőhely: 15 000            |
|                     | | |                             |
| Dinamo București    | UTA Arad | FC U Craiova 1948 | Gaz Metan Mediaș            |
| Arena Națională     | Francisc von Neuman | Ion Oblemenco | Gaz Metan                   |
| Férőhely: 55 634    | Férőhely: 12 700 | Férőhely: 30 929 | Férőhely: 7814              |
|                     | | |                             |
| Rapid București     | Bukarest Universitatea CFR Cluj Chindia Târgoviște Studențesc Iași U Craiova Gaz Metan Sepsi OSK CS Mioveni Viitorul Constanța Academica Clinceni Argeș Pitești UTA Arad Botoșani Casa Liga 1 csapatai FCSB Dinamo București Rapid București Casa Liga 1 Bukarest környékbeli csapatai | Bukarest Universitatea CFR Cluj Chindia Târgoviște Studențesc Iași U Craiova Gaz Metan Sepsi OSK CS Mioveni Viitorul Constanța Academica Clinceni Argeș Pitești UTA Arad Botoșani Casa Liga 1 csapatai FCSB Dinamo București Rapid București Casa Liga 1 Bukarest környékbeli csapatai | FC Botoșani                 |
| Stadionul CNAF      | Bukarest Universitatea CFR Cluj Chindia Târgoviște Studențesc Iași U Craiova Gaz Metan Sepsi OSK CS Mioveni Viitorul Constanța Academica Clinceni Argeș Pitești UTA Arad Botoșani Casa Liga 1 csapatai FCSB Dinamo București Rapid București Casa Liga 1 Bukarest környékbeli csapatai | Bukarest Universitatea CFR Cluj Chindia Târgoviște Studențesc Iași U Craiova Gaz Metan Sepsi OSK CS Mioveni Viitorul Constanța Academica Clinceni Argeș Pitești UTA Arad Botoșani Casa Liga 1 csapatai FCSB Dinamo București Rapid București Casa Liga 1 Bukarest környékbeli csapatai | Municipal                   |
| Férőhely: 10 020    | Bukarest Universitatea CFR Cluj Chindia Târgoviște Studențesc Iași U Craiova Gaz Metan Sepsi OSK CS Mioveni Viitorul Constanța Academica Clinceni Argeș Pitești UTA Arad Botoșani Casa Liga 1 csapatai FCSB Dinamo București Rapid București Casa Liga 1 Bukarest környékbeli csapatai | Bukarest Universitatea CFR Cluj Chindia Târgoviște Studențesc Iași U Craiova Gaz Metan Sepsi OSK CS Mioveni Viitorul Constanța Academica Clinceni Argeș Pitești UTA Arad Botoșani Casa Liga 1 csapatai FCSB Dinamo București Rapid București Casa Liga 1 Bukarest környékbeli csapatai | Férőhely: 7782              |
|                     | Bukarest Universitatea CFR Cluj Chindia Târgoviște Studențesc Iași U Craiova Gaz Metan Sepsi OSK CS Mioveni Viitorul Constanța Academica Clinceni Argeș Pitești UTA Arad Botoșani Casa Liga 1 csapatai FCSB Dinamo București Rapid București Casa Liga 1 Bukarest környékbeli csapatai | Bukarest Universitatea CFR Cluj Chindia Târgoviște Studențesc Iași U Craiova Gaz Metan Sepsi OSK CS Mioveni Viitorul Constanța Academica Clinceni Argeș Pitești UTA Arad Botoșani Casa Liga 1 csapatai FCSB Dinamo București Rapid București Casa Liga 1 Bukarest környékbeli csapatai |                             |
| Sepsi OSK           | Bukarest Universitatea CFR Cluj Chindia Târgoviște Studențesc Iași U Craiova Gaz Metan Sepsi OSK CS Mioveni Viitorul Constanța Academica Clinceni Argeș Pitești UTA Arad Botoșani Casa Liga 1 csapatai FCSB Dinamo București Rapid București Casa Liga 1 Bukarest környékbeli csapatai | Bukarest Universitatea CFR Cluj Chindia Târgoviște Studențesc Iași U Craiova Gaz Metan Sepsi OSK CS Mioveni Viitorul Constanța Academica Clinceni Argeș Pitești UTA Arad Botoșani Casa Liga 1 csapatai FCSB Dinamo București Rapid București Casa Liga 1 Bukarest környékbeli csapatai | Voluntari                   |
| Sepsi Duna Aréna    | Bukarest Universitatea CFR Cluj Chindia Târgoviște Studențesc Iași U Craiova Gaz Metan Sepsi OSK CS Mioveni Viitorul Constanța Academica Clinceni Argeș Pitești UTA Arad Botoșani Casa Liga 1 csapatai FCSB Dinamo București Rapid București Casa Liga 1 Bukarest környékbeli csapatai | Bukarest Universitatea CFR Cluj Chindia Târgoviște Studențesc Iași U Craiova Gaz Metan Sepsi OSK CS Mioveni Viitorul Constanța Academica Clinceni Argeș Pitești UTA Arad Botoșani Casa Liga 1 csapatai FCSB Dinamo București Rapid București Casa Liga 1 Bukarest környékbeli csapatai | Stadionul Anghel Iordănescu |
| Férőhely: 8400      | Bukarest Universitatea CFR Cluj Chindia Târgoviște Studențesc Iași U Craiova Gaz Metan Sepsi OSK CS Mioveni Viitorul Constanța Academica Clinceni Argeș Pitești UTA Arad Botoșani Casa Liga 1 csapatai FCSB Dinamo București Rapid București Casa Liga 1 Bukarest környékbeli csapatai | Bukarest Universitatea CFR Cluj Chindia Târgoviște Studențesc Iași U Craiova Gaz Metan Sepsi OSK CS Mioveni Viitorul Constanța Academica Clinceni Argeș Pitești UTA Arad Botoșani Casa Liga 1 csapatai FCSB Dinamo București Rapid București Casa Liga 1 Bukarest környékbeli csapatai | Férőhely: 4600              |
|                     | Bukarest Universitatea CFR Cluj Chindia Târgoviște Studențesc Iași U Craiova Gaz Metan Sepsi OSK CS Mioveni Viitorul Constanța Academica Clinceni Argeș Pitești UTA Arad Botoșani Casa Liga 1 csapatai FCSB Dinamo București Rapid București Casa Liga 1 Bukarest környékbeli csapatai | Bukarest Universitatea CFR Cluj Chindia Târgoviște Studențesc Iași U Craiova Gaz Metan Sepsi OSK CS Mioveni Viitorul Constanța Academica Clinceni Argeș Pitești UTA Arad Botoșani Casa Liga 1 csapatai FCSB Dinamo București Rapid București Casa Liga 1 Bukarest környékbeli csapatai | Stadion-renovat-Sibiu       |
| CS Mioveni          | Farul Constanța | Academica Clinceni | AFC Chindia Târgoviște      |
| Stadionul Orășenesc | Viitorul | Clinceni | Ilie Oană Stadium           |
| Férőhely: 10 000    | Férőhely: 4554 | Férőhely: 4500 | Férőhely: 15 073            |
|                     | | |                             |

## Alapszakasz
Az alapszakaszban a 16 csapat kétszer mérkőzik egymással, csapatonként összesen 30 mérkőzést játszanak. Az első 6 csapat a felsőházban, a többiek az alsóházban folytatják a bajnokságot.

### Tabella
| Hely. | Csapat                | M  | Gy | D  | V  | G+ | G– | Gk  | P  | Továbbjutás |
| ----- | --------------------- | -- | -- | -- | -- | -- | -- | --- | -- | ----------- |
| 1.    | CFR Cluj              | 30 | 24 | 4  | 2  | 48 | 16 | +32 | 76 | Felsőház    |
| 2.    | FCSB                  | 30 | 18 | 8  | 4  | 54 | 28 | +26 | 62 | Felsőház    |
| 3.    | Universitatea Craiova | 30 | 16 | 6  | 8  | 55 | 29 | +26 | 54 | Felsőház    |
| 4.    | Argeș Pitești         | 30 | 14 | 6  | 10 | 28 | 22 | +6  | 48 | Felsőház    |
| 5.    | Farul Constanța       | 30 | 14 | 6  | 10 | 42 | 21 | +21 | 48 | Felsőház    |
| 6.    | Voluntari             | 30 | 13 | 8  | 9  | 31 | 27 | +4  | 47 | Felsőház    |
| 7.    | Botoșani              | 30 | 11 | 13 | 6  | 33 | 28 | +5  | 46 | Alsóház     |
| 8.    | UTA Arad              | 30 | 9  | 13 | 8  | 24 | 20 | +4  | 40 | Alsóház     |
| 9.    | Rapid București       | 30 | 9  | 13 | 8  | 34 | 31 | +3  | 40 | Alsóház     |
| 10.   | Sepsi OSK             | 30 | 9  | 12 | 9  | 33 | 29 | +4  | 39 | Alsóház     |
| 11.   | Chindia Târgoviște    | 30 | 8  | 11 | 11 | 23 | 23 | 0   | 35 | Alsóház     |
| 12.   | FC U Craiova          | 30 | 8  | 9  | 13 | 31 | 35 | −4  | 33 | Alsóház     |
| 13.   | Mioveni               | 30 | 6  | 11 | 13 | 19 | 36 | −17 | 29 | Alsóház     |
| 14.   | Dinamo București      | 30 | 4  | 5  | 21 | 24 | 66 | −42 | 17 | Alsóház     |
| 15.   | Academica Clinceni    | 30 | 3  | 5  | 22 | 21 | 64 | −43 | 14 | Alsóház     |
| 16.   | Gaz Metan Mediaș      | 30 | 6  | 6  | 18 | 21 | 46 | −25 | 24 | Alsóház     |

Bajnokságot vezető csapatok nevei, fordulónkénti bontásban

### Felsőház
| Hely. | Csapat                    | M  | Gy | D | V | G+ | G– | Gk  | P  | Továbbjutás                                          |
| ----- | ------------------------- | -- | -- | - | - | -- | -- | --- | -- | ---------------------------------------------------- |
| 1.    | CFR Cluj (B)              | 10 | 6  | 1 | 3 | 18 | 9  | +9  | 57 | Bajnokok ligája 1. selejtezőkör                      |
| 2.    | FCSB                      | 10 | 8  | 1 | 1 | 24 | 7  | +17 | 56 | Európa Konferencia Liga 2. selejtezőkör              |
| 3.    | Universitatea Craiova (O) | 10 | 7  | 0 | 3 | 22 | 9  | +13 | 48 | Európa Konferencia Liga indulásért való pótselejtező |
| 4.    | Voluntari                 | 10 | 3  | 2 | 5 | 9  | 14 | −5  | 35 |                                                      |
| 5.    | Farul Constanța           | 10 | 2  | 2 | 6 | 5  | 16 | −11 | 32 |                                                      |
| 6.    | Argeș Pitești             | 10 | 1  | 0 | 9 | 3  | 26 | −23 | 27 |                                                      |

### Alsóház
| Hely. | Csapat                 | M | Gy | D | V | G+ | G– | Gk  | P   | Továbbjutás vagy kiesés                              |
| ----- | ---------------------- | - | -- | - | - | -- | -- | --- | --- | ---------------------------------------------------- |
| 7.    | Sepsi OSK              | 9 | 7  | 1 | 1 | 21 | 4  | +17 | 42  | Európa Konferencia Liga 2. selejtezőkör              |
| 8.    | Botoșani               | 9 | 6  | 0 | 3 | 18 | 9  | +9  | 41  | Európa Konferencia Liga indulásért való pótselejtező |
| 9.    | Rapid București        | 9 | 6  | 1 | 2 | 22 | 7  | +15 | 39  |                                                      |
| 10.   | FC U Craiova 1948      | 9 | 5  | 2 | 2 | 14 | 11 | +3  | 34  |                                                      |
| 11.   | UTA Arad               | 9 | 4  | 1 | 4 | 10 | 6  | +4  | 33  |                                                      |
| 12.   | Mioveni                | 9 | 5  | 1 | 3 | 12 | 10 | +2  | 31  |                                                      |
| 13.   | Chindia Târgoviște     | 9 | 2  | 2 | 5 | 8  | 8  | 0   | 26  | Osztályozó                                           |
| 14.   | Dinamo București (K)   | 9 | 4  | 2 | 3 | 14 | 11 | +3  | 23  | Osztályozó                                           |
| 15.   | Academica Clinceni (K) | 9 | 0  | 0 | 9 | 4  | 32 | −28 | −43 | Kiesés                                               |
| 16.   | Gaz Metan Mediaș (K)   | 9 | 1  | 0 | 8 | 6  | 31 | −25 | −46 | Kiesés                                               |

1. ↑  A Sepsi a Szlovák Kupa-győztesként kvalifikálta magát a Konferencia Liga 2. selejtezőkörébe.
2. ↑  Az Academicától anyagi okok miatt 44 pontot vontak le.
3. ↑  A Gaz Metan Mediaștól anyagi okok miatt 50 pontot vontak le.

### Európa Konferencia Liga indulásért való pótselejtező
Az elődöntőben a Liga  7. és 8. helyezettjei egy mérkőzést játszik. A győztes csapat játszik a Liga 3. helyezett csapatával és a találkozó nyertese indulhat a Európa Konferencia Liga 2.selejtezőkörében
| 2022. május 27. |

| Universitatea Craiova | 2-0   | Botoșani |
| --------------------- | ----- | -------- |
| Koljić 26' Ivan 90+1' | (1-0) |          |

| Ion Oblemenco, Craiova Nézőszám: 10 000 |

### Osztályozó

#### 1. mérkőzés
| 2022. május 21. 14:30 |

| Concordia Chiajna               | 2-1   | Chindia Târgoviște |
| ------------------------------- | ----- | ------------------ |
| Voicu 58' (11-esből) Pițian 68' | (0-0) | Florea 50'         |

| Concordia, Chiajna Játékvezető: Marcel Bîrsan |

| 2022. május 21. 19:30 |

| Universitatea Cluj      | 2-0   | Dinamo București |
| ----------------------- | ----- | ---------------- |
| Remacle 14' Boiciuc 83' | (1-0) |                  |

| Kolozsvár Aréna, Kolozsvár Nézőszám: 20 000 Játékvezető: Cătălin Popa |

#### 2. mérkőzés
| 2022. május 29. 17:15 |

| Chindia Târgoviște               | 1-0   | Concordia Chiajna       |
| -------------------------------- | ----- | ----------------------- |
| Chamed 90+1'                     | (0-0) |                         |
| Büntetőpárbaj                    |       |                         |
| Iacob Passaglia Chunchukov Celea | 4-1   | Soković Palmeș Llullaku |

| Ilie Oană Stadium, Ploiești Játékvezető: Kovács István |

| 2022. május 29. 20:00 |

| Dinamo București | 1–1   | Universitatea Cluj |
| ---------------- | ----- | ------------------ |
| Morar 19'        | (1-1) | Tescan 17'         |

| Stadionul Dinamo, Bukarest Nézőszám: 13 770 Játékvezető: Adrian Cojocaru |

## Statisztika
Frissítve: 2022. május 27.

### Góllövőlista
| Hely | Játékos          | Club                  | Gól |
| ---- | ---------------- | --------------------- | --- |
| 1    | Florin Tănase    | FCSB                  | 20  |
| 2    | Jefté Betancor   | Farul                 | 16  |
| 3    | Andrei Ivan      | Universitatea Craiova | 15  |
| 4    | Gabriel Debeljuh | CFR Cluj              | 14  |
| 5    | Jovan Marković   | Universitatea Craiova | 13  |
| 6    | Andrea Compagno  | FC U Craiova 1948     | 12  |
| 7    | Gustavo Vagenin  | Universitatea Craiova | 10  |
| 7    | Ciprian Deac     | CFR Cluj              | 10  |
| 7    | Octavian Popescu | FCSB                  | 10  |
| 10   | Claudiu Petrila  | CFR Cluj              | 9   |
| 10   | Adrian Petre     | Farul                 | 9   |
| 10   | Mihai Roman      | Botoșani              | 9   |
| 10   | Bogdan Rusu      | Mioveni               | 9   |

### Mesterhármasok
| Játékos          | Klub                  | Ellenfél           | Végeredmény | Dátum                |
| ---------------- | --------------------- | ------------------ | ----------- | -------------------- |
| Deian Sorescu    | Dinamo                | FC Voluntari       | 3–2 (H)     | 2021. július 19.     |
| Jefte Betancor   | Farul Constanța       | Academica Clinceni | 5–0 (H)     | 2021. szeptember 13. |
| Andrei Ivan      | Universitatea Craiova | CS Mioveni         | 5–2 (H)     | 2021. október 30.    |
| Gabriel Debeljuh | CFR Cluj              | Dinamo             | 4–1 (H)     | 2022. március 6.     |
| Florin Tănase    | FCSB                  | Farul Constanța    | 0–4 (V)     | 2022. április 25.    |

### Gólpasszok
| # | Játékos            | Klub                     | Gólp. |
| - | ------------------ | ------------------------ | ----- |
| 1 | Andrei Ivan        | Universitatea Craiova    | 11    |
| 2 | Ciprian Deac       | CFR Cluj                 | 10    |
| 2 | Rareș Ilie         | Rapid Bucuresti          | 10    |
| 4 | Billel Omrani      | CFR Cluj                 | 9     |
| 4 | Darius Olaru       | FCSB                     | 9     |
| 6 | Ronaldo Deaconu    | Gaz Metan Medias         | 7     |
| 7 | Bradley de Nooijer | Farul                    | 6     |
| 7 | Dan Nistor         | Universitatea Craiova    | 6     |
| 7 | Florin Tănase      | FCSB                     | 6     |
| 7 | Gustavo Vagenin    | CS Universitatea Craiova | 6     |
| 7 | Christopher Braun  | FC Botosani              | 6     |
| 7 | William Baeten     | FC U Craiova 1948        | 6     |

### Kapott gól nélkül lehozott mérkőzések
| # | Játékos           | Klub                  | Mérkőzések |
| - | ----------------- | --------------------- | ---------- |
| 1 | Florin Iacob      | UTA Arad              | 15         |
| 2 | Cătălin Căbuz     | Chindia               | 14         |
| 3 | Mirko Pigliacelli | Universitatea Craiova | 13         |
| 4 | Horațiu Moldovan  | Rapid București       | 11         |
| 4 | Alexandru Greab   | FC Arges              | 11         |
| 4 | Mihai Aioani      | Farul Constanța       | 11         |
| 4 | Mihai Popa        | FC Voluntari          | 11         |
| 8 | Eduard Pap        | FC Botosani           | 10         |
| 8 | Otto Hindrich     | CFR Cluj              | 10         |
| 8 | Andrei Vlad       | FCSB                  | 10         |